# Saints Row 2
Saints Row 2 är en tredjepersonsskjutare/action-äventyrsspel från 2008 som utvecklats av Volition Inc.
Spelet är uppföljaren till Saints Row och utspelar sig i staden Stillwater. Det utspelar sig många år efter att rollfiguren blev förrådd av sin boss Julius Little, som ville ha Stillwater för sig själv. Spelarens resa börjar med att man vaknar upp på ett fängelsesjukhus. Allt i Stillwater som man tagit över åt The Saints, har nu istället övertagits av andra gäng. Spelaren ska ta kontroll över nya vapen och fordon som exempelvis motorsågar, mini guns, pansarbilar, privatflygplan och motorcyklar. Man ska vinna respekt och erövra gatorna i Stillwater.
Saints Row 2 har överlag fått bra recensioner och omdömen. Spelet såldes under sin första månad i 400.000 exemplar, och i september 2010 var siffran uppe i 3,4 miljoner. 2011-11-18 släpptes uppföljaren Saints Row: The Third som är det tredje spelet i Saints Row-serien.

## Story
Berättelsen kretsar kring spelfiguren, och inleds med uppvaknandet ur en koma, vilken orsakats av en explosion ombord på en yacht i förra spelet. Spelaren upptäcker nu att denne är på ett fängelsesjukhus. Där möter man sedan Carlos, en medlem i 3rd Street Saints, ens före detta gäng. Tillsammans lyckas de fly från fängelset. De upptäcker senare att medan rollfiguren låg i koma har allt förändrats. Ultor, ett stort företag, har tagit över hela Stillwater. Dessutom har nya gäng dykt upp och tagit över spelarens gamla territorium.
När man senare tagit sig till fastlandet får man reda på att en av ens gängmedlemmar, Johnny Gat, har dömts till döden. Spelaren lyckas dock rädda honom, och därefter bygger de upp sitt gäng igen. Gat utses till andreman, medan Carlos och två nya medlemmar, Pierce och Shaundi, utnämns till löjtnanter för gänget.
Storyn förgrenar sig i tre delar, vilka väljs i valfri ordning.
Det har släppts nedladdningsbart material till spelet, med bland annat expansion packs och möjligheter att köpa nya kläder och skaffa mer tatueringar.

## Röstskådespelare
- The Boss:
  - Charles Shaughnessy - Manlig röst
  - Kenn Michael - Manlig röst
  - Zeus Mendoza - Manlig röst
  - G.K. Bowes - Kvinnlig röst
  - Katie Semine - Kvinnlig röst
  - Rebecca Sanabria - Kvinnlig röst
- Daniel Dae Kim - Johnny Gat
- Jay Mohr - Dane Vogel
- Michael Dorn - Maero
- Dave Fennoy - The General
- Eliza Dushku - Shaundi
- Joe Camareno - Carlos Mendoza
- Andrew Kishino - Donnie
- Yuri Lowenthal - Shogo
- Brian Tee	- Jyunichi
- Michael Rapaport - Troy Bradshaw
- Keith David - Julius Little
- Arif S. Kinchen - Pierce Washington / Dexter Jackson
- Anthony Pulcini - Matt
- Jaime Pressly	- Jessica
- Neil Patrick Harris - Veteran Child
- Phil LaMarr - Mr. Sunshine